# 信仰
信仰（しんこう、英: faith）とは、
- キリスト教神学的には、神の存在と啓示を真実として信じる事[1]。

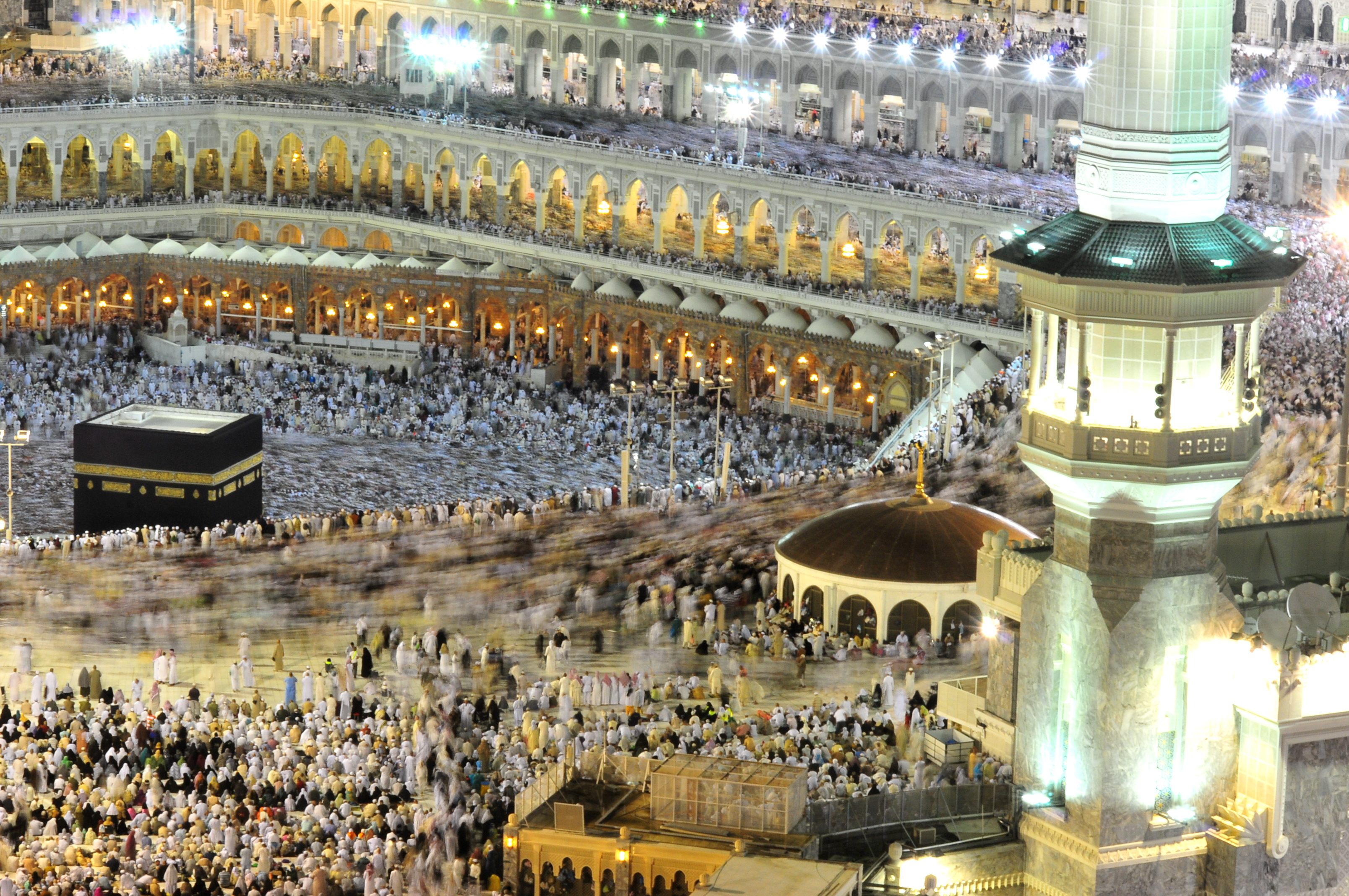
イスラム教では聖地 メッカへの巡礼「ハッジ」は一生に一度は果たすべき義務（モスク「マスジド・ハラーム」）

- 神や仏などを信じること。また、ある宗教を信じて、その教えをよりどころとすること[2]。
- 人やものごとを信用・信頼すること[3]。
- 証拠抜きで確信を持つこと[4]。またそれらを信じることを正当化する要因[5]。

信仰のことを仏教においては「信心（しんじん）」と呼ぶことが一般的である。「信仰」と書いて古くは「しんごう」と読んでいたこともある。

## 概説
このように、この語は多くの場合宗教的概念、例えば神、教義などを信じることに対して用いる。
広辞苑によれば、信仰は一般に、畏怖よりも何らかの親和の気持ちが根源にあるとしている。
「宗教」という語が、組織や制度までも含めて指す包括的な語であるのに対し、「信仰」や「信心」は人（あるいは人々）の意識に焦点をあてた語である。
また、何らかの対象を絶対のものと信じて、疑わないことを指すこともある。この用法は、日本語では比喩的且つ否定的なニュアンスを持つ修辞として用いられる事が多いが、公的な中国語での「信仰」の概念は、宗教もマルクス主義信仰などの宗教以外の信仰も同等に対象とされ、同じ文脈で語られ得る。

## 各宗教における信仰

### 初期ユダヤ教、旧約聖書における信仰
初期ユダヤ教、旧約聖書においては、信仰の概念は神に対する人間の態度であって、神に対する従順と信頼がテーマとされた （創世記 15:6、イザヤ書 7:9）。初期ユダヤ教において、信仰の典型あるいは最も古典的な例として扱われているのはアブラハムのそれである（創世記 15:6）。
信仰は「神の民の命の基礎」（イザヤ書 7:9）、とされ、神に対する従順と信頼が真のアブラハムの子孫としての証しであった（シラ 44:19-23）。信仰によって、民は救いと霊魂の不滅が約束されている（知 15:3）、とされた。

### キリスト教における信仰
キリスト教における信仰。

#### 新約聖書
共観福音書においては、「信仰」や「信仰する」という語はギリシャ語でそれぞれ「pistis」「pisteuein」という語で表現されており、これら信仰を表す語は旧約聖書においてよりも頻繁に用いられている。
信仰は奇跡を起こす（マタイ 17:20、21:21、ルカ 17:6）、とされ、信仰は、神の子、あるいはメシアとして、イエスが神との特別な関係にあると信じること（マルコ 1:24、3:11、15:32、マタイ 8:29、14:33、ルカ 4:41）とされる。
イエスの十字架上の死と復活の後、「救世主イエス」「神の子イエス」に対する信仰は、イエスの弟子たちにより展開・確定し、原始教団の信仰の核となっていった、とされる。
それ以来、キリスト教徒にとっては、唯一の神への信仰は同時にイエス・キリストへの信仰となった。キリストを信じることにより罪のゆるしが得られるのであり（使徒行伝 10:43、26:18）、キリストを信じることは救いのための唯一の必要条件である（使徒行伝 4:12、16:31）、とされるようになった。

#### 3〜5世紀
3〜5世紀になると、三位一体論とキリスト論の教理が定められ、信仰内容は客観化された。アタナシオス信条として具体化されると、この客観的に表現された事柄を信じることが正統とされ、この信条を受け入れないことは異端とされるようになった。

#### アウグスティヌス
アウグスティヌスは新プラトン主義に基づいて、神は存在そのものであり、真理と神の認識はひとつであるとした。理性は過ぎ去るものに執着する人間性に基づいたものであるから英知界（mundus intelligibilis）にたどり着けない、信仰に基づく認識のみが真理に到達しうる、とした。また、信仰は神の霊感（inspiratio Dei）であると説いた。また「善を行う神を信頼することによって、よく行動することにとどまる(Credendo adhaerere ad bene operandum bona operanti Dei）」と述べた。これは人間性を回復させるものが愛（アガペー）であることを意味しており、信仰は愛（アガペー）と密接に結びついているとされる。

#### 宗教改革以後
宗教改革の旗手となったマルティン・ルターは、パウロ書簡を引用して信仰のみによる救済を説いた。信仰義認は、その後のプロテスタントの根幹となるテーゼの一つとなった。

## 信仰対象の例

### 超絶的存在、究極の存在
- 神 （ヤーウェ、アッラー、ブラフマーなど。特に一神教の神。神の一覧も参照）
一神教の立場からは、神以外のものを信仰の対象とすることを「偶像崇拝」といって忌み嫌う。
- ダルマ、仏 （仏の一覧）

#### 超絶的な存在から与えられたとされる言葉
約束や、教えなど。
- 聖典、啓典 （旧約聖書、新約聖書、コーランなど）[注釈 4]
- 経典

#### 超絶的存在と深い関係があると見なされている人など
- イエス・キリスト、聖母マリア、守護聖人
- 釈尊、菩薩

#### 上記の人にまつわる物
- 聖遺物
- 仏舎利

### 多神教やアニミズムにおける神、自然物、自然の生物
- 神道における神 （日本の神の一覧）
- 精霊（日本の天狗、東南アジアのピー、アラビアのジンなど）
- 自然崇拝：太陽、月、星、風、山（山岳信仰）、洞窟、鍾乳洞、海、泉、岩石
- ヘビ、キツネ、クマ、ネコ、イヌ、オオカミ：トーテミズムにもとづく説明が可能な場合もある。

### その他の人
- ファラオ - 古代エジプトの王。
- 孔子
- 菅原道真 - 学問の神
- 徳川家康 - 東照大権現
- 豊臣秀吉 - 豊国大明神
- 関羽 - 関帝
- （かつての）天皇 - 国家神道によって、神とせられた。
- ハイレ・セラシエ1世 - 黒人の王を待望するラスタファリ運動によって現人神・ジャー（主）と称えられた。

## 比喩的用法
「信仰」という表現は、転じて、何らかの対象を絶対のものと信じて疑わない状態のことを指すようにもなっている。例えば以下のようなものごとについて用いられる。
- 科学（科学への信仰は「科学信仰」「科学崇拝」あるいは「科学主義」などの呼称で呼ばれている。）
- 医療（医療への信仰は「医療信仰」の呼称が一般的。）
- 学歴（学歴への信仰は「学歴信仰」や「学歴崇拝」と呼ばれている。→ 学歴信仰が参照可）
- 特定のメーカーやブランドや「商品」、ライフスタイルなど（例：「エバンジェリスト（アップル信者）」「ソニー信者」「ホンダ信者」「セガ信者」「シャープ信者（もしくはX68000信者）」「ムジラー（無印良品信者）」「スタバ信者」「モス信者」「ほっこりすと」「プレッパー」「フーリガン」「イルミネーター」「ホメオパス（ホメオパシー信奉者）」「モノノフ」「2ちゃんねらー」「マヨラー」「ハルキスト（村上春樹作品の熱烈な支持者）」「チャーケニスト（カルトTVアニメ「チャージマン研」マニア）」）